# NGC Magazine
NGC Magazine (anciennement N64 Magazine) était un magazine de presse écrite britannique spécialisé dans le jeu vidéo, plus précisément sur console Nintendo (indépendant de l'entreprise japonaise), et successeur de Super Play qui disparaît en 1996.

## Historique
Une partie de Super Play de la rédaction est conservée pour lancer N64 Magazine en 1997 (connue en France comme X64), qui parait jusqu'au numéro 60 en 2001, puis est renommé NGC Magazine (NGC pour Nintendo GameCube). En novembre 2000, le magazine fusionne avec Nintendo World du même éditeur, Future Publishing. La production du magazine est arrêtée en 2006, puis il est remplacé par NGamer, qui est lui-même renommé Nintendo Gamer en janvier 2012 et disparaît en septembre de la même année. Lors de sa fermeture, NGC Magazine était l'un des plus anciens magazine britannique,.